# Белл-Бакл (Теннессі)
Белл-Бакл (англ. Bell Buckle) — місто (англ. town) в США, в окрузі Бедфорд штату Теннессі. Населення — 410 осіб (2020).

## Географія
Белл-Бакл розташований за координатами 35°35′24″ пн. ш. 86°21′11″ зх. д. / 35.59000° пн. ш. 86.35306° зх. д. (35.590036, -86.352989).  За даними Бюро перепису населення США в 2010 році місто мало площу 1,55 км², уся площа — суходіл.

## Демографія
Згідно з переписом 2010 року, у місті мешкало 500 осіб у 143 домогосподарствах у складі 97 родин. Густота населення становила 323 особи/км².  Було 164 помешкання (106/км²).
Расовий склад населення:
| - 87,4 % — білих - 8,2 % — азіатів - 2,8 % — чорних або афроамериканців |

До двох чи більше рас належало 1,2 %. Частка іспаномовних становила 3,2 % від усіх жителів.
За віковим діапазоном населення розподілялося таким чином: 37,2 % — особи молодші 18 років, 51,4 % — особи у віці 18—64 років, 11,4 % — особи у віці 65 років та старші. Медіана віку мешканця становила 26,8 року. На 100 осіб жіночої статі у місті припадало 96,9 чоловіків;  на 100 жінок у віці від 18 років та старших — 95,0 чоловіків також старших 18 років.
Середній дохід на одне домашнє господарство  становив 88 857 доларів США (медіана — 61 458), а середній дохід на одну сім'ю — 106 193 долари (медіана — 80 625). За межею бідності перебувало 9,0 % осіб, у тому числі 10,4 % дітей у віці до 18 років та 7,5 % осіб у віці 65 років та старших.
Цивільне працевлаштоване населення становило 217 осіб. Основні галузі зайнятості: освіта, охорона здоров'я та соціальна допомога — 40,1 %, публічна адміністрація — 12,4 %, роздрібна торгівля — 7,8 %, мистецтво, розваги та відпочинок — 6,9 %.